# Crowley Maritime
Crowley Maritime är ett amerikanskt företag som sysslar med marin transport och logistik, grundat 1892. Företaget har cirka 4500 anställda och en flotta om ca 300 fartyg (2010). 